# Малетто
Малетто (итал. Maletto) — коммуна в Италии, располагается в регионе Сицилия, подчиняется административному центру Катания.
Население составляет 4027 человек, плотность населения составляет 101 чел./км². Занимает площадь 40 км². Почтовый индекс — 95035. Телефонный код — 095.
Покровителем населённого пункта считается Антоний Падуанский. Праздник ежегодно празднуется в сентябре.